# David Poeppel

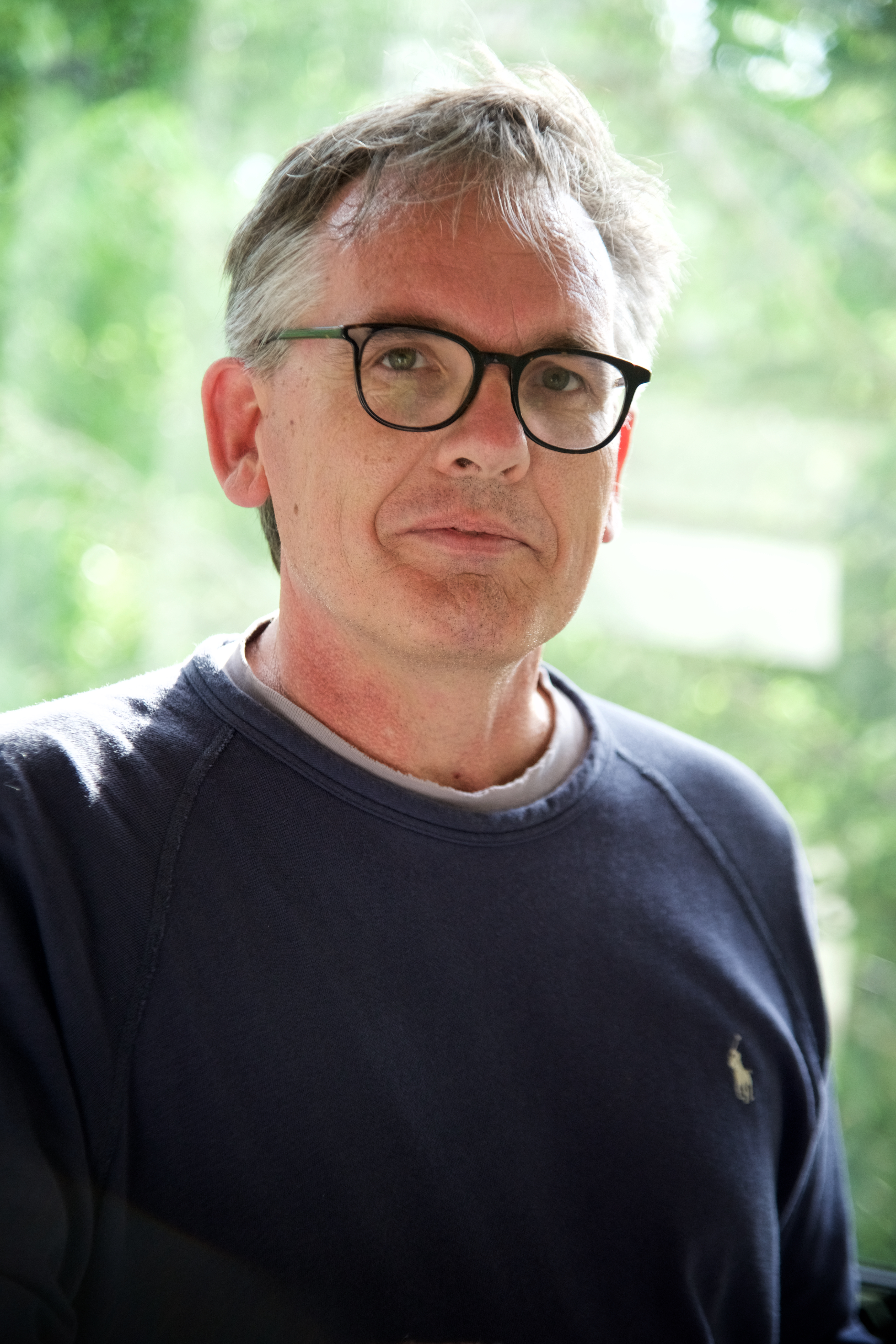
David Poeppel (2019)

David Poeppel (* 19. März 1964 in Freiburg im Breisgau) ist ein deutscher Psychologe, Neurowissenschaftler und Hochschullehrer.

## Werdegang
Poeppel hat Kognitionswissenschaft, Linguistik und Neurowissenschaften am Massachusetts Institute of Technology studiert und ebenda 1995 über The neural basis of speech perception bei Kenneth Wexler und David Caplan promoviert. Es folgte eine Postdoc-Tätigkeit an der University of California in San Francisco. Von 1998 bis 2008 war Poeppel Professor an der University of Maryland, College Park. Seit 2009 ist er Professor für Psychologie und Neurowissenschaften an der New York University. Von 2014 bis Januar 2022 war er im Nebenamt Direktor der Abteilung Neurowissenschaften am Max-Planck-Institut für empirische Ästhetik in Frankfurt am Main. Von April 2021 bis 2024 war Poeppel Geschäftsführender Direktor des dortigen Ernst Strüngmann Instituts.
Poeppel ist Sohn des Psychologen und Hochschullehrers Ernst Pöppel.

## Auszeichnungen
- Fellow der American Association for the Advancement of Science
- 2023: Mitglied der Deutschen Akademie der Naturforscher Leopoldina[4]

## Schriften (Auswahl)
- Hickok, G., Poeppel, D.: The cortical organization of speech processing. Nat Rev Neurosci 8, 393–402 (2007). https://doi.org/10.1038/nrn2113.
- Poeppel, D., Emmorey, K., Hickok, G., & Pylkkänen, L. (2012): Towards a new neurobiology of language. Journal of Neuroscience, 32(41), 14125–14131.
- Poeppel, D. (2014): The neuroanatomic and neurophysiological infrastructure for speech and language. Current Opinion in Neurobiology, 28, 142–149. https://doi.org/10.1016/J.CONB.2014.07.005.
- Tal, I., Large, E. W., Rabinovitch, E., Wei, Y., Schroeder, C. E., Poeppel, D., & Golumbic, E. Z. (2017): Neural entrainment to the beat: The “missing-pulse” phenomenon. Journal of Neuroscience, 37(26), 6331-6341.
- Poeppel, D., Assaneo, M.F. Speech rhythms and their neural foundations. Nat Rev Neurosci 21, 322–334 (2020). https://doi.org/10.1038/s41583-020-0304-4.
- Teng, Xiangbin, and David Poeppel: Theta and gamma bands encode acoustic dynamics over wide-ranging timescales. Cerebral Cortex 30.4 (2020): 2600-2614.
- Suzanne Dikker, Saskia Haegens, Dana Bevilacqua, Ido Davidesco, Lu Wan, Lisa Kaggen, James McClintock, Kim Chaloner, Mingzhou Ding, Tessa West, David Poeppel: Morning brain: real-world neural evidence that high school class times matter, Social Cognitive and Affective Neuroscience, Volume 15, Issue 11, November 2020, Pages 1193–1202, https://doi.org/10.1093/scan/nsaa142.
- David Poeppel, George R. Mangun and Michael S. Gazzaniga (Eds.): The Cognitive Neurosciences, sixth edition. MIT Press 2020.
- Suzanne Dikker, Georgios Michalareas, Matthias Oostrik, Amalia Serafimaki, Hasibe Melda Kahraman, Marijn E. Struiksma, David Poeppel: Crowdsourcing neuroscience: Inter-brain coupling during face-to-face interactions outside the laboratory, NeuroImage, Volume 227, 2021, 117436, https://doi.org/10.1016/j.neuroimage.2020.117436.
- Poeppel, D., & Idsardi, W. (2022): We don’t know how the brain stores anything, let alone words. Trends in Cognitive Sciences, 26(12), 1054–1055. https://doi.org/10.1016/j.tics.2022.08.010
- Davidesco, I., Laurent, E., Valk, H., West, T., Milne, C., Poeppel, D., Dikker, S.: The Temporal Dynamics of Brain-to-Brain Synchrony Between Students and Teachers Predict Learning Outcomes. Psychol Sci. 2023 May;34(5):633-643. doi:10.1177/09567976231163872.
- Kazanina, N., Poeppel, D.: The neural ingredients for a language of thought are available. Trends Cogn Sci. 2023 Nov;27(11):996-1007. doi:10.1016/j.tics.2023.07.012.
- Larrouy-Maestri, P., Poeppel D., Pell, M.C.: The Sound of Emotional Prosody: Nearly 3 Decades of Research and Future Directions. Perspectives on Psychological Science (2024): 17456916231217722.
- Chang, A., Teng, X., Assaneo, M. F., & Poeppel, D. (2024): The human auditory system uses amplitude modulation to distinguish music from speech. PLoS biology, 22(5), e3002631.
- Grabenhorst, M., Poeppel, D. & Michalareas, G.: Neural signatures of temporal anticipation in human cortex represent event probability density. Nat Commun 16, 2602 (2025). https://doi.org/10.1038/s41467-025-57813-7.